# Owczarnia (Pożarki)
Owczarnia (niem. Schäferei) – przysiółek wsi Pożarki w Polsce, położony w województwie warmińsko-mazurskim, w powiecie kętrzyńskim, w gminie Kętrzyn. Wchodzi w skład sołectwa Pożarki.
W latach 1975–1998 przysiółek administracyjnie należał do województwa olsztyńskiego.
Przysiółek położony jest przy drodze Kętrzyn – Giżycko (od drogi tej trzeba skręcić w prawo, dalej 3 km przez las). Przysiółek Owczarnia podobnie jak i niektóre wsie z gm. Kętrzyn np. Nakomiady do II wojny światowej znajdowała się na terenie powiatu mrągowskiego.

## Historia
W XIX w. był tu majątek ziemski o powierzchni 200 ha. W czasie kryzysu gospodarczego na początku lat 30. XX w. majątek za długi przejmuje państwo. We wsi powstają cztery gospodarstwa rolne, w których zabudowę stanowią budynki mieszczące pod jednym dachem część mieszkalną, pomieszczenia inwentarskie i stodołę. Resztówkę po majątku w 1938 roku wykupiła rodzina Rohde. Właścicielka mająteczku w czasie II wojny światowej zajmowała się rabatami kwiatowymi w Wilczym Szańcu. W czasie przejścia frontu w styczniu 1945 zniszczeniu uległ dwór i część zabudowań z nim związanych. Pozostał wybudowany w XIX w. folwarczny czworak. Budynek ten składał się z czterech mieszkań (każda izba z komorą), dwóch sieni i wspólnej czarnej kuchni usytuowanej w centralnej części budynku. Budynkowi temu groziła zagłada, ale wykupił go i odrestaurował Aleksander Puszko. W budynku w 11 pomieszczeniach wystawione są kolekcje pana Puszko prezentujące kulturę materialną z bliższych i dalszych okolic. Zbiory prezentowane są tematycznie. W dziale militaria można zobaczyć np. maskę przeciwgazową dla konia z I wojny światowej, czy betonową minę pochodzącą z Wilczego Szańca, w dziale starodruków np. mazurskie kancjonały – śpiewniki drukowane gotykiem, w których można znaleźć utwory Jana Kochanowskiego i Mikołaja Reja. Bogata kolekcja sprzętu domowego, w tym pokojowa lodówka użytkowana niegdyś bez użycia energii elektrycznej.
Przysiółek Owczarnia w 2000 miał 17 mieszkańców, ale znany jest dzięki funkcjonującemu tu Muzeum Ziemi Mazurskiej w Owczarni.